# Opel Insignia
La Opel Insignia è un'automobile di fascia medio-alta appartenente al segmento D, prodotta dal 2008 al 2023 dalla casa automobilistica tedesca Opel. Si tratta della vettura di punta (ammiraglia) della casa.

## Storia
Durante gli anni 2000, la terza generazione della Vectra faticava a riscuotere i consensi sperati. Per questo, nello stesso periodo, i progettisti cominciarono a lavorare ad un nuovo progetto, volto alla realizzazione di una nuova berlina che potesse rompere con un passato fatto di modelli troppo razionali e troppo poco emozionali. Sotto la direzione del capo designer Mark Adams, l'equipe di disegnatori della Opel realizzò un corpo vettura più fluido e sinuoso, traendo in parte ispirazione dai modelli di prestigio di maggior successo. Da tale progetto nacque così la Insignia, una nuova vettura che in realtà avrebbe ricoperto il ruolo di erede della Vectra solo in parte, poiché i suoi ingombri sensibilmente maggiori diedero ad essa la possibilità di riprendere anche l'eredità dei modelli di fascia superiore, prima fra tutte la Opel Omega non più in listino dal 2003.

## Le serie

### Prima serie (A, 2008-2017)
La prima generazione della Opel Insignia fu caratterizzata da un particolare successo con una produzione di circa 930.000 esemplari in 9 anni di vita, tale da far dimenticare gli esiti incerti della precedente Vectra. Il successo fu tanto più eclatante se si considera che la vettura ottenne il riconoscimento di Auto dell'anno per il 2009. Entro la fine di quello stesso anno, vi fu anche l'arrivo della versione station wagon, per la quale si scelse la denominazione commerciale di Sports Tourer. Tra i modelli di maggior spicco vi fu tra l'altro anche la versione di punta, ossia la Insignia OPC, proposta in entrambe le varianti di carrozzeria e spinta dal V6 da 2.8 litri con singola sovralimentazione e potenza massima di 325 CV. Verso la fine della sua carriera, la gamma fu ulteriormente ampliata con l'arrivo della versione Country Tourer, basata sulla Sports Tourer, ma con protezioni supplementari in plastica grezza su passaruota, sotto porta e paraurti. Tale modello, disponibile con trazione integrale, si proponeva di competere nello stesso segmento di mercato delle versioni Allroad delle Audi A4 ed A6.

### Seconda serie (B, 2017-2023)
Al Salone di Ginevra del 2017 è stata presentata la seconda generazione della Insignia: mantenendo l'impostazione generale della fortunata Insignia A, le linee sono state reinterpretate in chiave più moderna, divenendo più spigolose ed affilate. Le stesse denominazioni sono state riviste, almeno per quanto riguarda la berlina, quest'ultima ha preso infatti la denominazione supplementare di Insignia Grand Sport, mentre la station wagon ha mantenuto la vecchia denominazione di Insignia Sports Tourer, a cui si affianca una versione crossover come nella precedente generazione chiamata Country Tourer.

## Galleria d'immagini
| Opel Insignia A (2008-2017) | Opel Insignia B (2017-2023) |
| --------------------------- | --------------------------- |
|                             |                             |
|                             |                             |